# Řečický potok (přítok Volfířovského potoka)
Řečický potok je přítokem Volfířovského potoka. Délka jeho toku je 6,7 km. Plocha povodí měří 12,12 km².

## Průběh toku
Pramení v rybníku Pstruhovec v přírodním parku Javořická vrchovina nedaleko vesnice Řečice. Protéká rybníkem Hadrava, Višťanským rybníkem a Velkým řečickým rybníkem, před kterým podtéká silnici II/408. Teče převážně jihovýchodním až jižním směrem. Po necelých sedmi kilometrech se vlévá do Volfířovského potoka.

## Fotogalerie

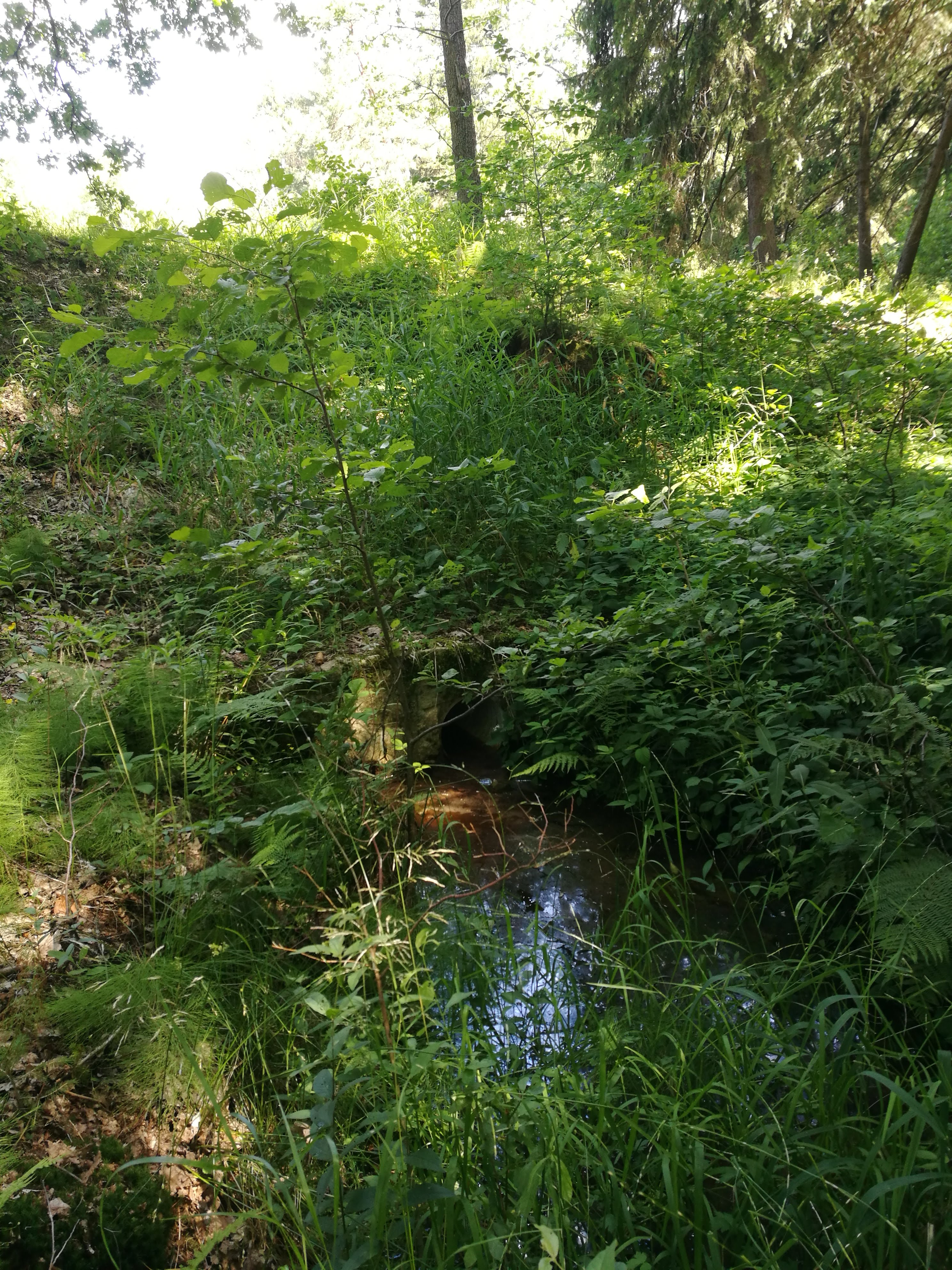
Pramen potoka pod hrází rybníka Pstruhovec
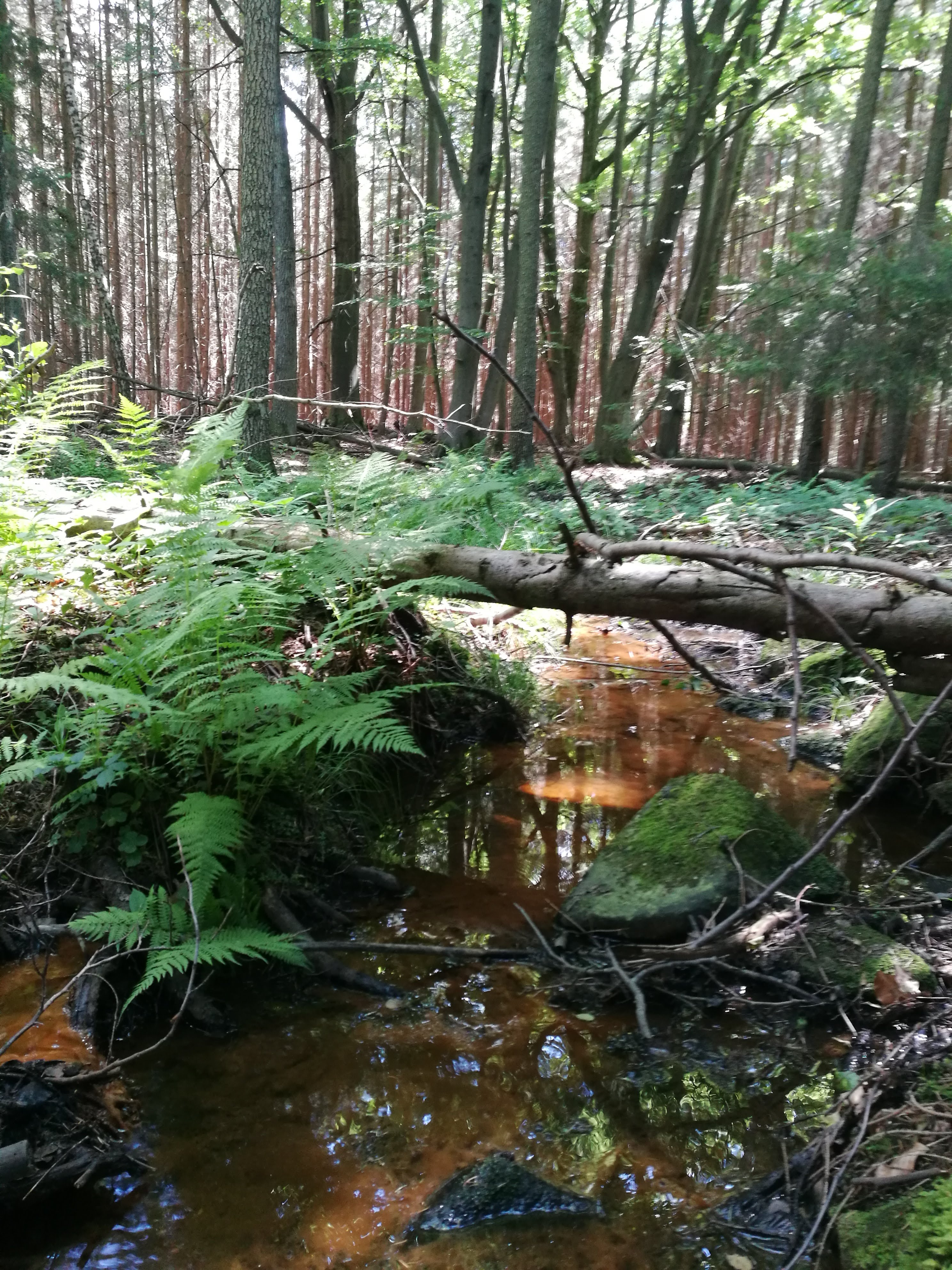
Tok potoka směrem k obci Řečice
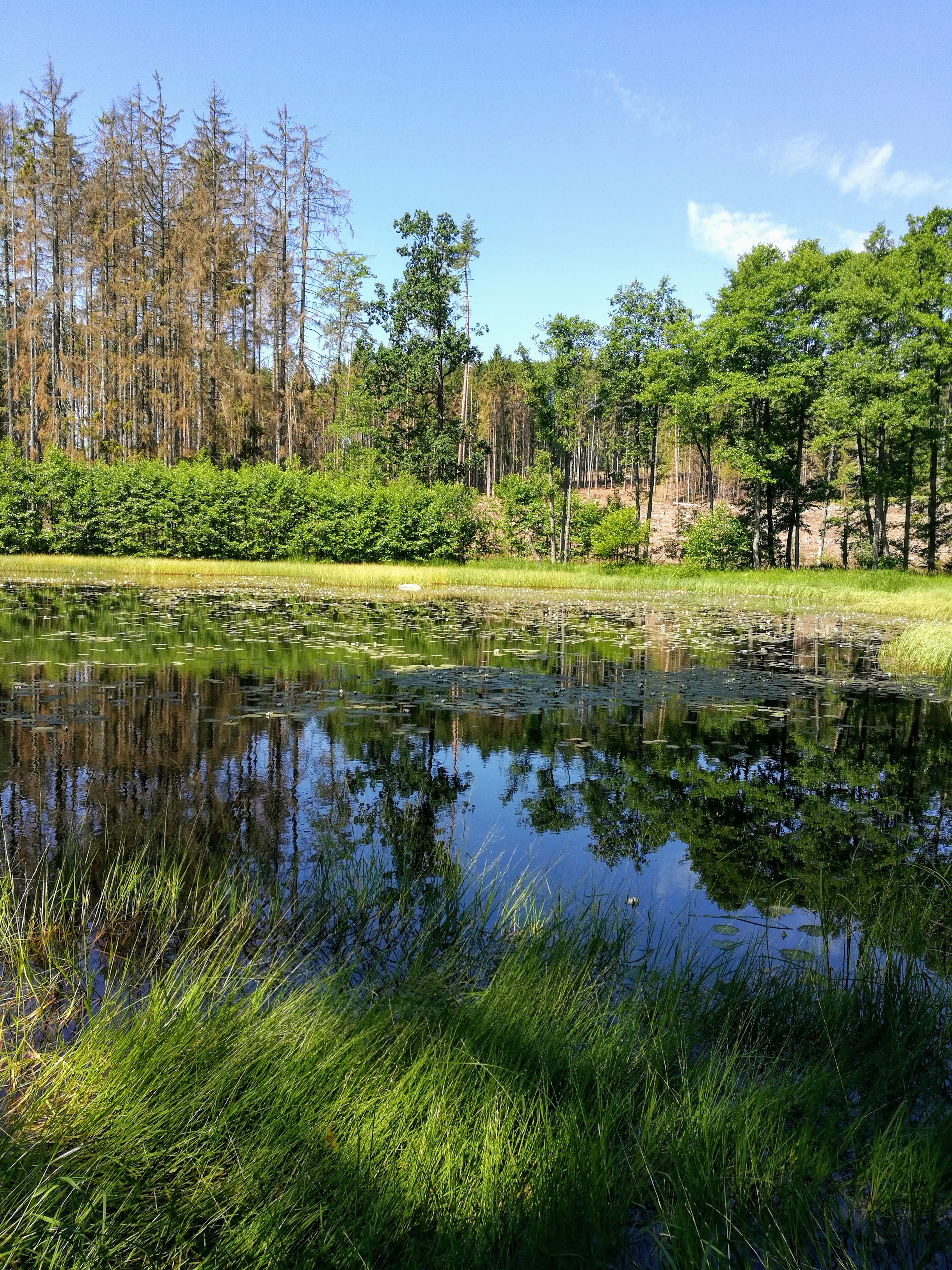
Rybník Pstruhovec